# Lijst van Romeinen
Dit is een lijst van Romeinen. Het gaat om personen die in de Italiaanse hoofdstad Rome zijn geboren.

## A
- Paus Adrianus I (ca.700-795)
- Giorgio Agamben (1942), filosoof
- Paus Agapitus I (6e eeuw)
- Paus Agapitus II (?-955)

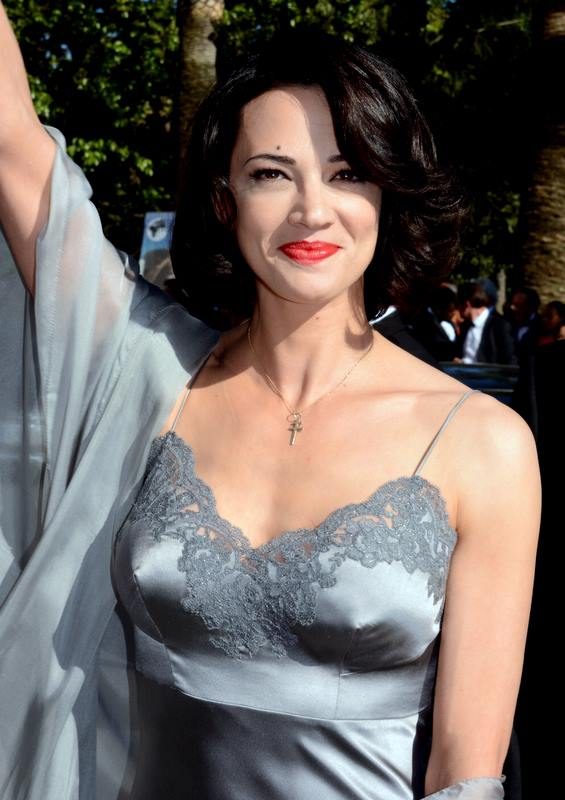
Actrice Asia Argento (1975)

- Andrea Aiuti (1849–1905), geestelijke en kardinaal van de Rooms-Katholieke Kerk
- Marco D'Alessandro (1991), voetballer
- Benedetto Alfieri (1699–1767), architect
- Gregorio Allegri (1582-1652), priester en componist
- Giovanna Amati (1962), autocoureur
- Joe D'Amato (1936–1999), filmregisseur
- Antonio d'Amico (1992), autocoureur
- Niccolò Ammaniti (1966), schrijver
- Tegenpaus Anacletus II (±1090-1138), geboren als Pietro Pierleoni
- Paus Anastasius III (?-913)
- Paus Anastasius IV (?-1154), geboren als Corrado di Suburra
- Giulio Andreotti (1919–2013), politicus
- Lucilla Andreucci (1969), atlete
- Fiorenzo Angelini (1916–2014), geestelijke en kardinaal van de Rooms-Katholieke Kerk
- Luca Antei (1992), voetballer
- Richard Antinucci (1981), Amerikaans autocoureur
- Mirko Antonucci (1999), voetballer
- Guillaume Apollinaire (1880–1918), dichter
- Alberto Aquilani (1984), voetballer
- Asia Argento (1975), actrice
- Dario Argento (1940), filmregisseur
- Walter Avarelli (1912-1987), bridgespeler

## B

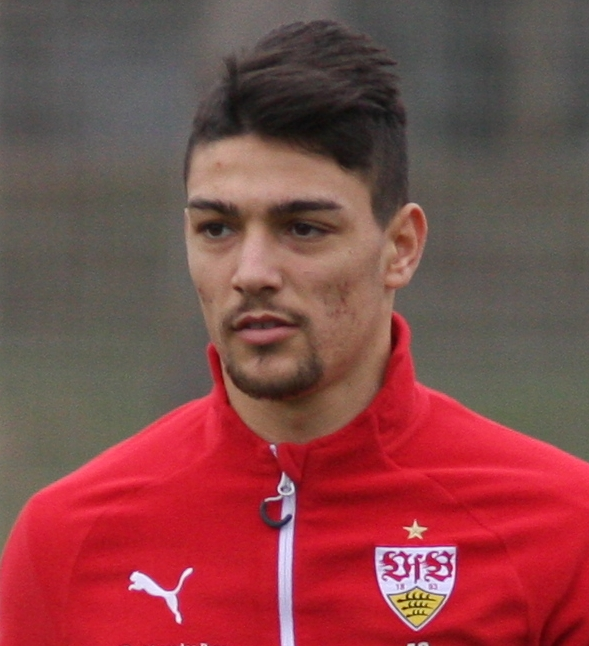
Voetballer Federico Barba (1993)

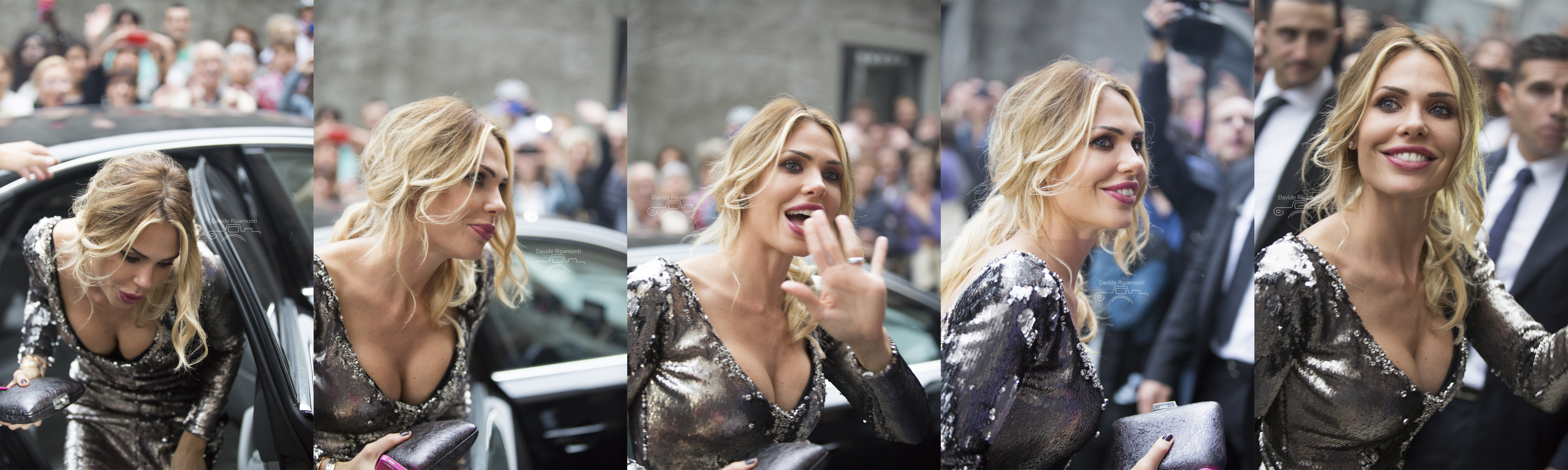
Ilary Blasi

- Alfredo Balloni (1989), wielrenner
- Federico Barba (1993), voetballer
- Lina Bo Bardi (1914-1992), Italiaans-Braziliaanse ontwerpster en architecte
- Andrea Bargnani (1985), basketballer
- Vendramino Bariviera (1937-2001), wielrenner
- Cecilia Bartoli (1966), mezzosopraan
- Giorgio Belladonna (1923-1995), bridgespeler
- Paus Benedictus IV (?-903)
- Paus Benedictus V (?-965)
- Paus Benedictus VI (?-974)
- Paus Benedictus VII (?-983)
- Paus Benedictus VIII (?-1024), geboren als Theophylactus van Tusculum
- Paus Benedictus IX (±1012-1055/1065/1085), geboren als Theophylactus III van Tusculum
- Dario Beni (1889-1969), wielrenner
- Giuseppe Antonio Bernabei (1649-1732), barokcomponist en dirigent
- Antonino Bernardini (1974), voetballer
- Marco Bernardini (1978), golfprofessional
- Andrea Bertolacci (1991), voetballer
- Max Biaggi (1971), motorcoureur
- Daniela Bianchi (1942), actrice
- Luigi Bigiarelli (1875-1908), atleet
- Ilary Blasi (1981), showgirl
- Brigitta Boccoli (1972), actrice
- Boëthius (ca. 480-525), filosoof, schrijver en politicus
- Giovanni Borgi (1732-1798), ambachtsman en weldoener
- Cesare Borgia (1475-1507), machthebber
- Mariacarla Boscono (1980), fotomodel en actrice
- Giuseppe Bottai (1895–1959), journalist en politicus
- Alessandro Bottoni (1972), triatleet
- Alfons van Bourbon (1941–1956), infante van Spanje uit het Huis Bourbon
- Raoul Bova (1971), acteur
- Edoardo Bove (2002), voetballer
- Cesare Bovo (1983), voetballer
- Pierre Savorgnan de Brazza (1852-1905), Frans-Italiaans ontdekkingsreiziger
- Mario Brega (1923-1994), acteur
- Constantin Brodzki (1924-2021), Italiaans-Belgisch architect
- Romaine Brooks (1874-1970), Amerikaans kunstschilderes en beeldhouwster
- Gianmaria Bruni (1981), Formule 1-coureur
- Nastassja Burnett (1992), tennisspeelster
- Margherita Buy (1962), actrice

## C

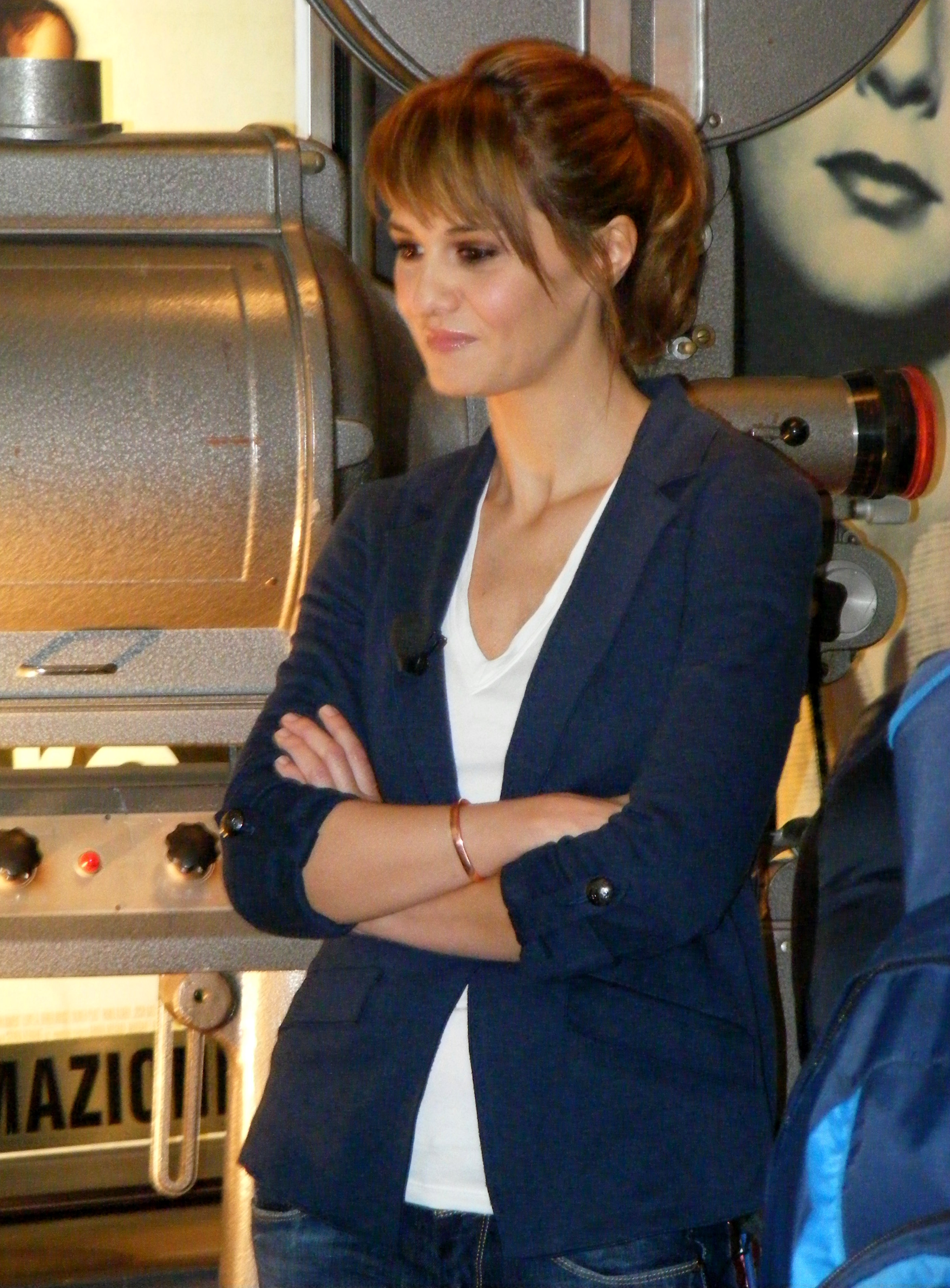
Actrice Paola Cortellesi (1973)

- Gaius Julius Caesar (13 juli ± 100 v.Chr. - Idus van maart (15 maart) 44 v.Chr.), Romeinse generaal en politicus
- Arturo Calabresi (1996), voetballer
- Riccardo Calafiori (2002), voetballer
- Anna Campori (1917-2018), actrice
- Antonio Candreva (1987), voetballer
- Remo Capitani (1927-2014), acteur
- Nicola Cabibbo (1935-2010), natuurkundige
- Cristiana Capotondi (1980), actrice
- Kaspar Capparoni (1964), acteur
- Gianluca Caprari (1993), voetballer
- Alfonso Carinci (1862-1963), titulair aartsbisschop
- Arianna Caruso (1999), voetbalster
- Pietro Castelli (circa 1570-circa 1661), hoogleraar geneeskunde en botanica
- Sergio Castellitto (1953), acteur en regisseur
- Danilo Cataldi (1994), voetballer
- Lucio Ceccarini (1930-2009), waterpolospeler
- Paus Celestinus III (1106-1198), geboren als Giacinto Bobone
- Vincenzo Cerami (1940-2013), schrijver, journalist en scenarist
- Michela Cerruti (1987), autocoureur
- Andrea de Cesaris (1959-2014), Formule 1-coureur
- Eddie Cheever III (1993), autocoureur
- Ottavio Cinquanta (1938-2022), sportbestuurder
- Flavio Cipolla (1983), tennisser
- Franco Citti (1938), acteur
- Tiberius Julius Caesar Augustus, tweede princeps van Rome
- Michele Basilio Clary (1779-1858), aartsbisschop
- Paus Clemens III (?-1191), geboren als Paulino/Paolo Scolari
- Paus Clemens X (1590-1676), geboren als Emilio Altieri
- Muzio Clementi (1752-1832), pianist, dirigent
- Filippo Coarelli (1936), professor
- Stefano Colantuono (1962), voetballer
- Michael Collins (1930-2021), Amerikaans astronaut
- Simone Corsi (1987), motorcoureur
- Paola Cortellesi (1973), actrice
- Maurizio Costanzo (1938-2023), journalist, tv-presentator en scenarioschrijver
- Saverio Costanzo (1975), regisseur en scenarioschrijver
- Luca Crecco (1995), voetballer
- Gianluca Curci (1985), voetballer

## D

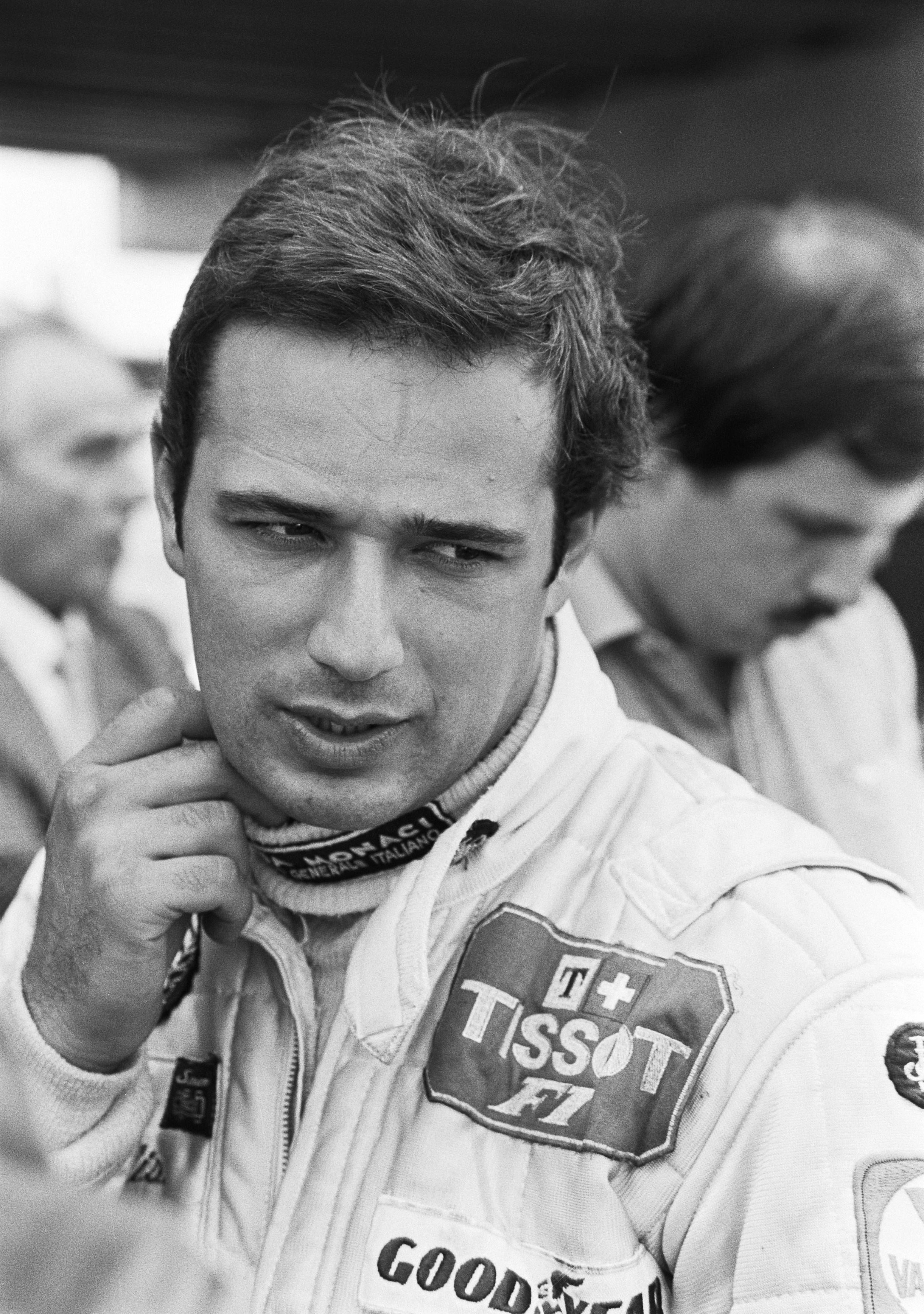
Coureur Elio De Angelis (1958-1986)

- Maurizio D'Achille (1932), waterpolospeler
- Gianfranco D'Angelo (1936), acteur en komiek
- Elio De Angelis (1958-1986), autocoureur
- Damiano David (1999), zanger
- Ennio De Concini (1923-2008), filmscenarioschrijver
- Thomas De Gasperi (1977), zanger
- Gaspar de Guzmán y Pimentel (Olivares) (1587-1645), Spaans staatsman
- Alberto De Martino (1929), filmregisseur
- Daniele De Rossi (1983), voetballer
- Lorenzo De Silvestri (1988), voetballer
- Marisa Del Frate (1931-2015), actrice en zangeres
- Agostino Di Bartolomei (1955), voetballer
- Luigi Di Biagio (1971), voetballer
- Roberto Di Donna (1968), schutter
- Martina Di Giuseppe (1991), tennisspeelster
- Gianni Di Gregorio (1949), acteur, filmregisseur en scenarist
- Alberto di Jorio (1884-1979), geestelijke en kardinaal
- Carlo Di Palma (1925-2004), filmcameraman
- Marco Di Vaio (1976), voetballer
- Maurizio Domizzi (1980), voetballer
- Cristiano Doni (1973), voetballer
- Roberto Di Donna (1968), schutter
- Piero Dorazio (1927-2005), kunstschilder
- Mario Draghi (1947), bankier, econoom en premier van Italië
- Gaspard Dughet (1613-1675), kunstschilder

## E
- Eveline Eduardo (1899-1977) hockeyster
- Julius Evola (1898-1974), filosoof, schilder en esotericus

## F

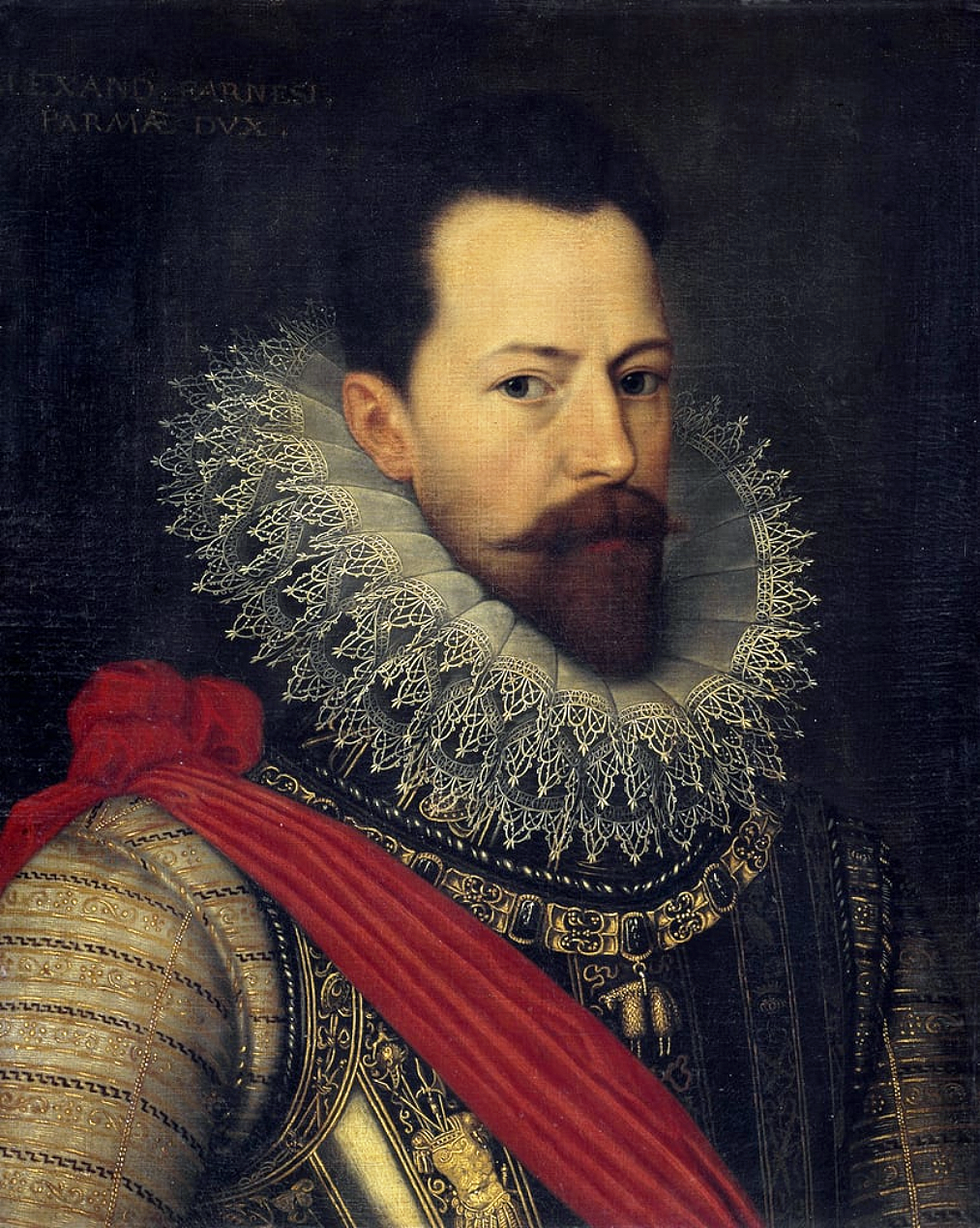
Spaans veldheer en landvoogd in de Nederlanden Alexander Farnese (1545-1592)

- Aldo Fabrizi (1905-1990), acteur en filmregisseur
- Federica Faiella (1981), kunstschaatsster
- Odoardo Fantacchiotti (1811-1877), beeldhouwer en schilder
- Alexander Farnese (Italiaans: Alessandro) (1545-1592), veldheer, landvoogd van de Nederlanden (1578-1592) en hertog van Parma en Piacenza
- Anna Favella (1983), actrice
- Pierfrancesco Favino (1969), acteur
- Carlotta Fedeli (1992), autocoureur
- Claudio Federici (1975), motorcrosser
- Sabrina Ferilli (1964), actrice
- Enrico Fermi (1901–1954), natuurkundige en Nobelprijswinnaar (1938)
- Giuliano Ferrara (1952), verslaggever, oprichter van het dagblad Il Foglio en televisiepresentator
- Giovanni Tommasi Ferroni (1967), kunstschilder
- Gabriele Ferzetti (1925-2015), acteur
- Renato Fiacchini (1950), acteur en zanger
- Franca Fiacconi (1965), atlete
- Alessia Filippi (1987), zwemster
- Giancarlo Fisichella (1973), Formule 1-coureur
- Alessandro Florenzi (1991), voetballer
- Marcello Fondato (1924-2008), regisseur en scenarist
- Gianluca Frabotta (1999), voetballer
- Paolo Frascatore (1992), voetballer
- Davide Frattesi (1999), voetballer
- Franco Frattini (1957-2022), politicus
- Giovanni Frattini (1852-1925), wiskundige
- Ira von Fürstenberg (1940-2024), actrice en juwelenontwerpster

## G
- Anna Galiena (1954), actrice

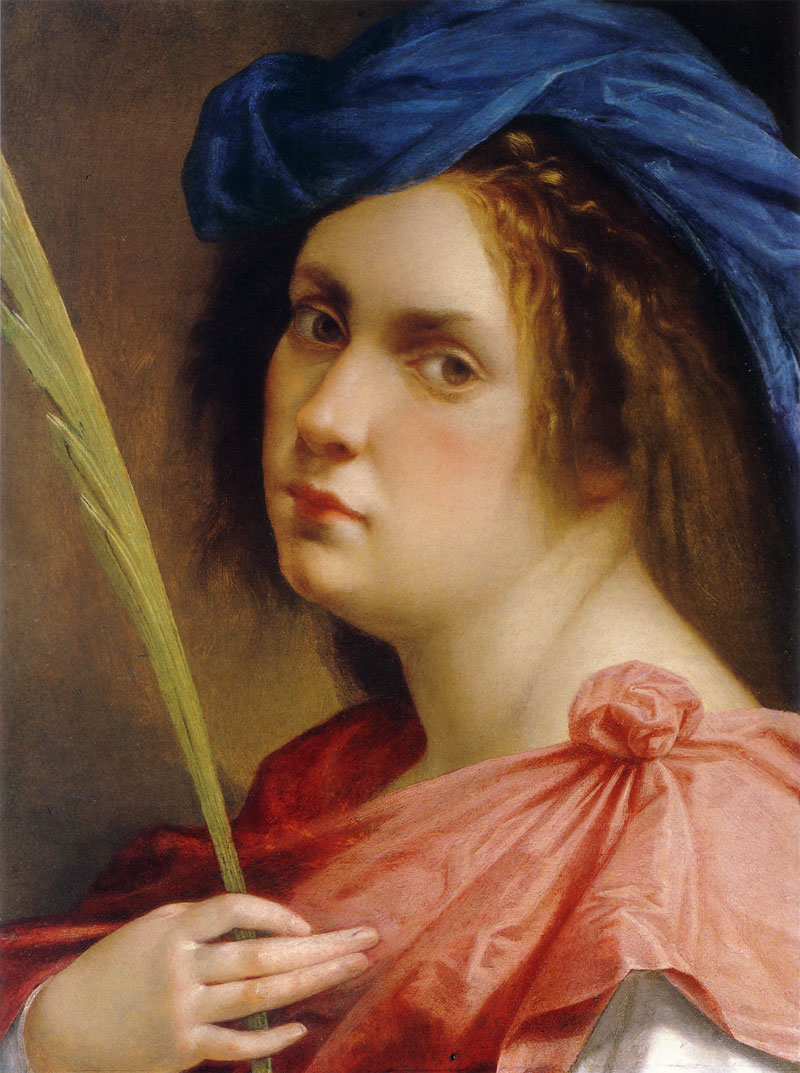
Schilderes Artemisia Gentileschi (1593–1652)

- Piero Gamba (1936-2022), orkestdirigent en pianist
- Raffaello Gambino (1928-1989), waterpolospeler
- Benito Garozzo (1927), Italiaans-Amerikaans bridgespeler
- Matteo Garrone (1968), filmregisseur en scenarist
- Bianca Garufi (1918-2006), schrijfster en psychoanalyste
- Giuliano Gemma (1938-2013), acteur
- Augusto Genina (1892-1957), filmregisseur
- Giuseppe Gentile (1943), atleet
- Artemisia Gentileschi (1593–1652), schilderes (vroege barok)
- Paolo Gentiloni (1954), premier van Italië (2016-2018)
- Gerino Gerini (1928-2013), Formule 1-coureur
- Elio Germano (1980), acteur
- Pietro Leone Ghezzi (1674-1755), schilder, etser en tekenaar
- Giuseppe Giannini (1964), voetballer
- Remo Giazotto (1910-1998), componist, musicoloog en muziekcriticus
- Paolo Giobbe (1880–1972), geestelijke en kardinaal
- Bruno Giordano (1956), voetballer
- Eleonora Giorgi (1953-2025), actrice
- Girolamo Giovinazzo (1968), judoka
- Giovanni Battista Gisleni (1600), barokarchitect
- Italo Gismondi (1887-1974), archeoloog
- Ignazio Giunti (1941-1971), Formule 1-coureur
- Loretta Goggi (1950), actrice en zangeres
- Angela Goodwin (1925-2016), actrice
- Ugo Grappasonni (1922-1999), golfprofessional
- Giada Greggi (2000), voetbalster
- Paus Gregorius I (ca.540-604)
- Fabio Grosso (1977), voetballer
- Giancarlo Guerrini (1939-2025), waterpolospeler
- Umberto Guidoni (1954), ruimtevaarder

## H

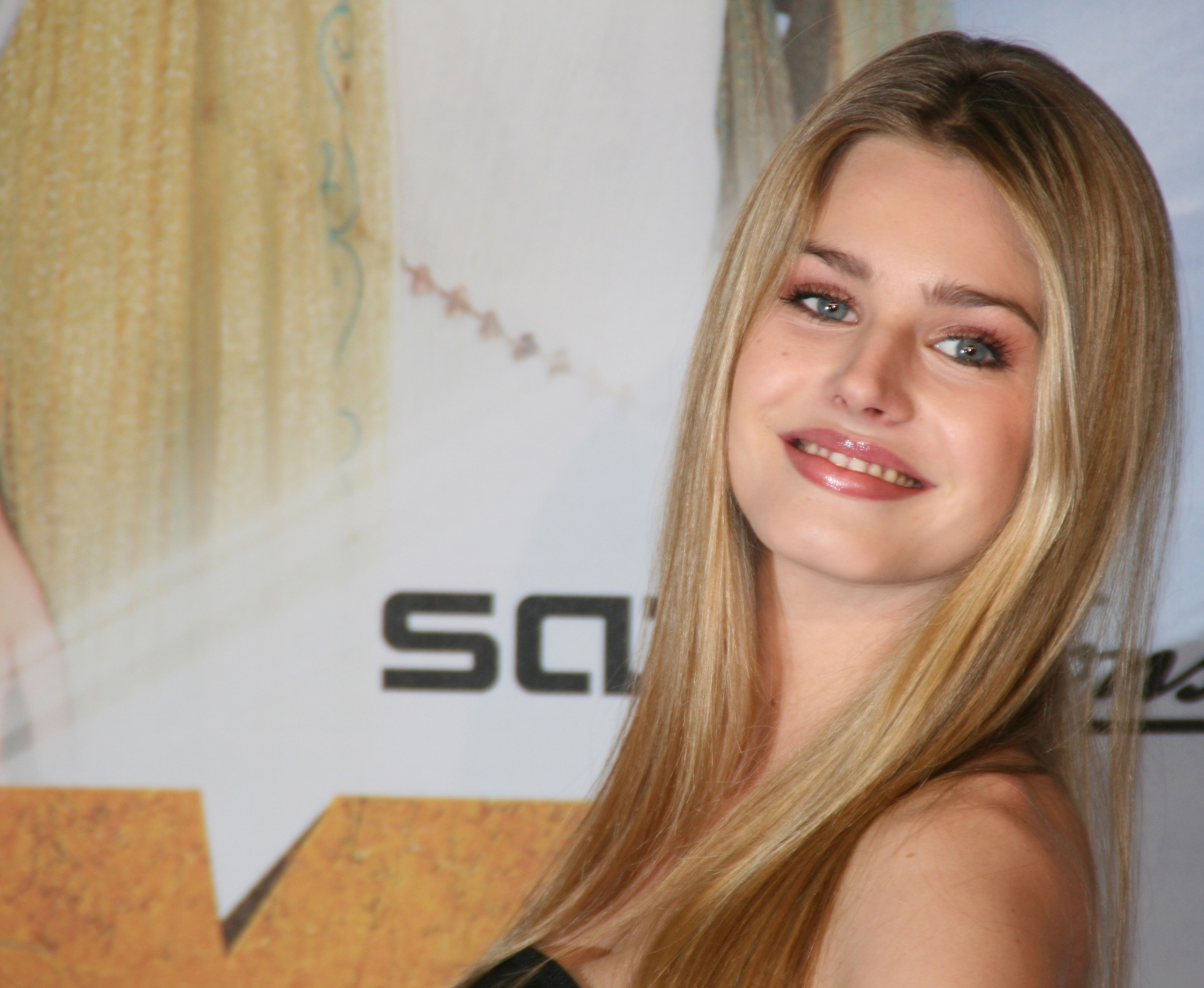
Actrice en model Vanessa Hessler (1988)

- Vanessa Hessler (1988), actrice en model
- Paus Honorius III (1160-1227), geboren als Cencio Savelli
- Paus Honorius IV (±1210-1287), geboren als Giacomo Savelli
- Danny Huston (1962), Amerikaans acteur

## I
- Paus Innocentius II (?-1143), geboren als Gregorio de Papareschi
- Paus Innocentius X (1574-1655), geboren als Giovanni Battista Pamphili
- Franco Interlenghi (1931-2015), acteur
- Piero D'Inzeo (1923-2014), sprintruiter
- Renato Izzo (1929-2009), acteur

## J
- Paus Johannes VIII (?-882)
- Paus Johannes XI (±910-935)
- Paus Johannes XII (±937-964), geboren als Octavianus
- Paus Johannes XIII (±930-972)
- Paus Johannes XV (?-996)
- Paus Johannes XVIII (?-1009), geboren als Giovanni Fasano
- Paus Johannes XIX (?-1032), geboren als Romanus
- Jovanotti, zanger, songwriter en muziekproducer
- Juan Carlos I van Spanje (1938), koning van Spanje
- Julius I ( -352), paus
- Julius III (1487-1555), paus

## K
- Tony Kendall (1936-2009), acteur
- Gaetano Koch (1849-1910), architect

## L

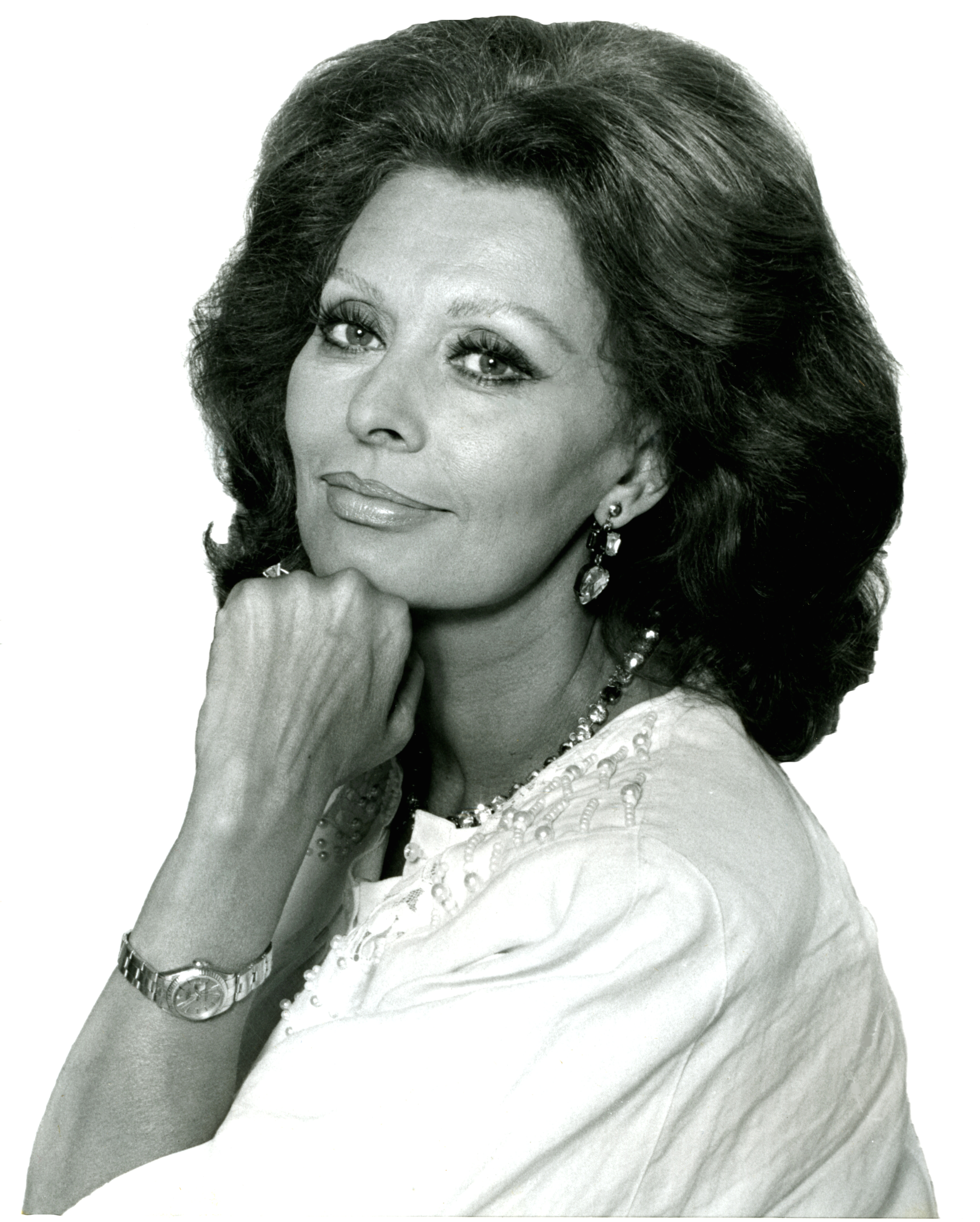
Sophia Loren

- Aurelio De Laurentiis (1949), filmproducent
- Lorenzo Lauri (1864-1941), kardinaal en titulair aartsbisschop
- Paus Leo III (?-816)
- Paus Leo VI (?-929)
- Paus Leo VII (?-939)
- Paus Leo VIII (?-965)
- Sergio Leone (1929-1989), filmregisseur
- Giovanni Leoni (2006), voetballer
- Luca Lezzerini (1995), voetballer
- Roberto Lippi (1926-2011), Formule 1-coureur
- Fabio Liverani (1976), voetballer
- Carlo Lizzani (1922-2013), filmregisseur, scenarist, producer en acteur
- Sophia Loren (1934), actrice
- Enrico Lorenzetti (1911-1989), motorcoureur
- Rosetta Loy (1931-2022), schrijfster
- Diana Luna (1982), golfprofessional
- Daniele Lupo (1991), beachvolleyballer

## M

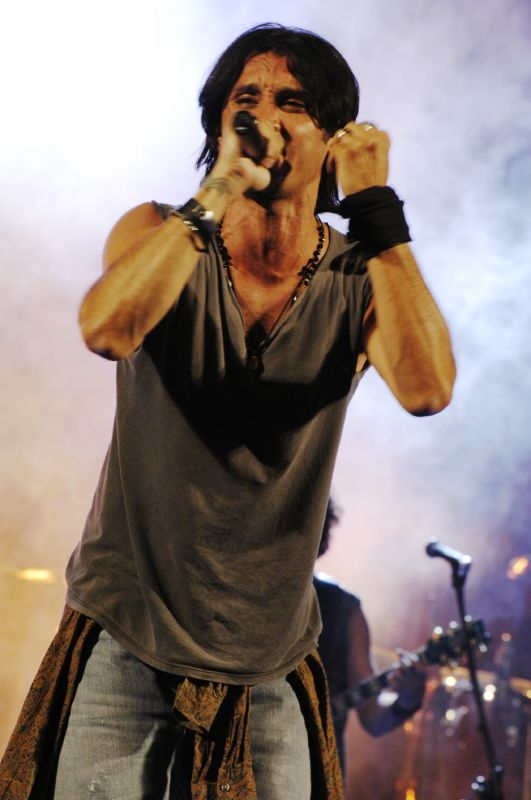
Zanger Fabrizio Moro (1975)

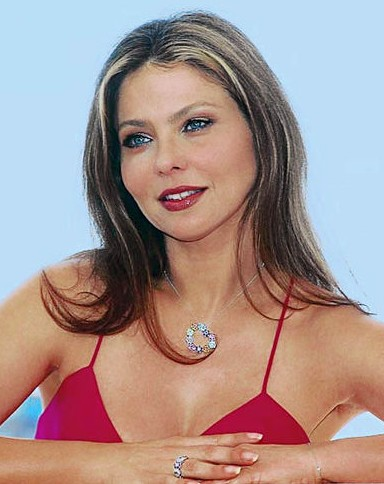
Ornella Muti.jpg

- Quintus Caecilius Metellus Macedonicus (ca. 190 v chr. - 115 v chr), politicus
- Federico Macheda (1991), voetballer
- Marianna Madia (1980), politica, parlementariër
- Matteo Maffucci (1978), zanger
- Anna Magnani (1908-1973), actrice
- Silvana Mangano (1930-1989), actrice
- Luigi Magni (1928-2013), scenarist en filmregisseur
- Giampiero Maini (1971), voetballer
- Franco Maria Malfatti (1927-1991), politicus en voorzitter van de Europese Commissie (1970-1972)
- Matteo Marchetti (1989), voetbalscheidsrechter
- Maurizio Mariani (1982), voetbalscheidsrechter
- Paus Marinus II (?-946)
- Gabriele Marotta (1967), autocoureur
- Francesca Marsaglia (1990), alpineskiester
- Matteo Marsaglia (1985), alpineskiër
- Lea Massari (1933-2025), actrice
- Luca Mazzitelli (1995), voetballer
- Mariana Mazzucato (1968), econoom en hoogleraar
- Giorgia Meloni (1977), eerste vrouwelijke premier van Italië.
- Marisa Merlini (1923-2008), actrice
- Lalla Meryem (1962), eerste dochter en het oudste kind van de Marokkaanse koning Hassan II
- Giovanna Mezzogiorno (1974), actrice
- Prins Michaël van Griekenland en Denemarken (1939-2024), schrijver
- Allison Miller (1985), actrice
- Dario Minieri (1985), pokerspeler
- Federico Moccia (1963), schrijver en regisseur
- Franco Modigliani (1918-2003), Italiaans-Amerikaans econoom en Nobelprijswinnaar (1985)
- Mario Monicelli (1915-2010), regisseur en scenarioschrijver
- Elsa Morante (1912-1985), schrijfster
- Alberto Moravia (1907-1990), schrijver
- Emiliano Moretti (1981), voetballer
- Fabrizio Moro (1975), zanger en componist
- Ennio Morricone (1928-2020), componist en dirigent
- Francesco Munzi (1969), filmregisseur en scenarioschrijver
- Alessandro Murgia (1996), voetballer
- Luigi Musso (1924-1958), autocoureur
- Alessandra Mussolini (1962), politica
- Ornella Muti (1955), actrice

## N
- Loretta Napoleoni (1955), journalist en expert in witwaspraktijken en financiering van terrorisme
- Alessandro Nesta (1976), voetballer
- Paus Nicolaas III (1216-1280), geboren als Giovanni Gaetano Orsini
- Paolo Maria Nocera (1985), autocoureur
- Noemi (1982), zangeres

## O
- Gaius Octavianus (63 v.Chr-14), de latere Imperator Caesar Augustus
- Stefano D’Orazio (1948-2020), drummer van de band Pooh

## P

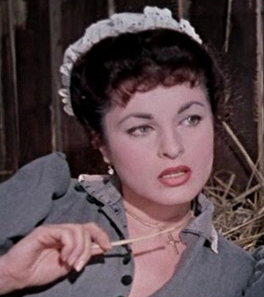
Actrice Silvana Pampanini (1925-2016)

- Filippo Pacelli (1837-1916), advocaat van het Vaticaan
- Lola Pagnani (1972), actrice
- Anita Pallenberg (1944), model, actrice en modeontwerpster
- Massimo Pallottino (1909-1995), archeoloog
- Silvana Pampanini (1925-2016), actrice
- Claudia Pandolfi (1974), actrice
- Patrizia Panico (1975), voetbalster
- Renato Paratore (1996), golfer
- Ryan Paris (1953), acteur en zanger
- Giovanni Battista Passeri (ca. 1610-1679), kunstbiograaf en schilder
- Ilenia Pastorelli (1985), actrice
- Paus Paulus V (1552-1621), geboren als Camillo Borghese
- Andrea Pavan (1989), golfprofessional
- Luca Pellegrini (1999), voetballer
- Lorenzo Pellegrini (1996), voetballer
- Federico Peluso (1984), voetballer
- Lucilla Perrotta (1975), beachvolleyballer
- Niccolò Pisilli (2004), voetballer
- Giampiero Pinzi (1981), voetballer
- Emanuele Pirro (1962), autocoureur
- Edoardo Piscopo (1988), autocoureur
- Paus Pius XII (1876-1958), geboren als Eugenio Pacelli
- Carlo Alberto Pizzini (1905-1981), componist, muziekpedagoog en dirigent
- Matteo Politano (1993), voetballer
- Frankie Provenzano (1986), autocoureur
- Paolo Pucci (1935), waterpolospeler en zwemmer

## Q
- Simona Quadarella (1998), zwemster
- Michela Quattrociocche (1988), actrice
- Francesco Quinn (1963-2011), acteur

## R

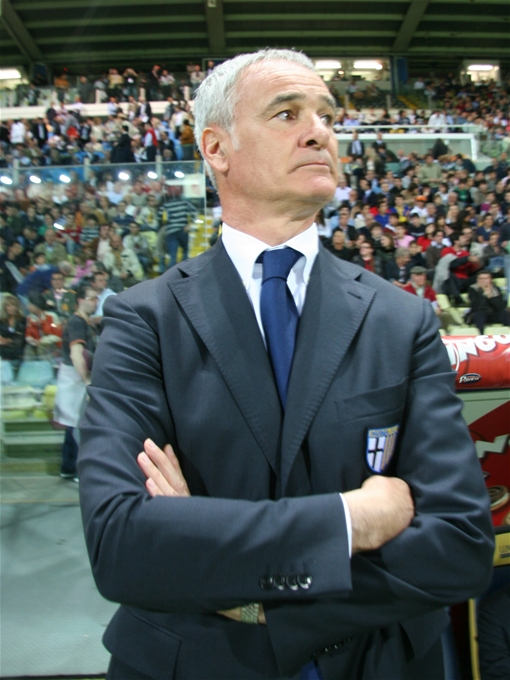
Voetballer en coach Claudio Ranieri (1951)

- Virginia Raggi (1978), burgemeester van Rome en advocate
- Eros Ramazzotti (1963), zanger en componist
- Gianluca Ramazzotti (1970), acteur
- Micaela Ramazzotti (1979), actrice
- Madame de Rambouillet (1588), Franse salonnière
- Claudio Ranieri (1951), voetballer en coach
- Remo Remotti (1924-2015), schrijver, schilder, acteur, dichter, zanger en humorist
- Federico Ricci (1994), voetballer
- Cola di Rienzo (ca. 1313-1354),  diplomaat, politicus en volksmenner
- Matteo Rizzo (1998), kunstschaatser
- Flavio Roma (1974), voetballer
- Riccardo Romagnoli (1963), autocoureur
- Aleandro Rosi (1987), voetballer
- Isabella Rossellini (1952), actrice en model
- Roberto Rossellini (1906-1977), regisseur
- Kim Rossi Stuart (1969), acteur
- Antonio Rozzi (1994), voetballer
- Giorgio Rubino (1986), snelwandelaar
- Andrea Russotto (1988), voetballer

## S

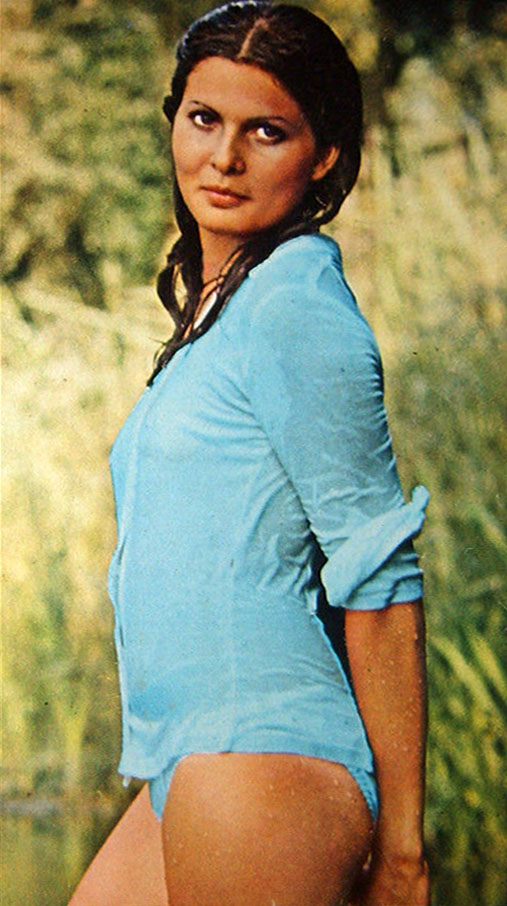
Actrice Simonetta Stefanelli (1954)

- Luciano Salce (1922-1989), filmregisseur en acteur
- Silvester Petra Sancta (1590-1647), rector in Loreto en is bekend geworden als heraldicus
- Francesco Sansovino (1512-1586), geleerde, schrijver en uitgever
- Claudio Santamaria (1974), acteur
- Maria Beatrix van Savoye (1943), prinses van Savoye
- Gianluca Scamacca (1999), voetballer
- Giorgio Scarlatti (1921-1990), Formule 1-coureur
- Elsa Schiaparelli (1890-1973), modeontwerpster
- Alfredo Ildefonso Schuster (1880-1954), kardinaal
- Paus Sergius III (±860-911)
- Paus Sergius IV (±970-1012), geboren als Pietro
- Andrea Servi (1984-2013), voetballer
- Enzo Siciliano (1934-2006), schrijver
- Andrea Silenzi (1966), voetballer
- Tegenpaus Silvester IV (±1050-?), geboren als Maginulf
- Enrico Silvestrin (1972), presentator en acteur
- Giuliano Simeone (2002), Argentijns voetballer
- Sergio Sollima (1921-2015), (film)regisseur
- Alberto Sordi (1920-2003), acteur, regisseur en zanger
- (lo) Spadarino (Giovanni Antonio Galli) (1585-tussen 1651 en 1653), kunstschilder (barok)
- Simonetta Stefanelli (1954), actrice
- Paus Stefanus VI (VII) (?-897)
- Paus Stefanus VII (VIII) (?-931)
- Paus Stefanus VIII (IX) (?-942)
- Paolo Stoppa (1906-1988), acteur
- Vittorio Storaro (1940), cameraman
- Famiano Strada (1572-1649), jezuïet, historicus en moralist
- Andrea Stramaccioni (1976), voetbaltrainer

## T
- Antonio Tajani (1953), (euro)politicus
- Domenico Tardini (1888-1961), kardinaal
- Bonifatius van Tarsus (3e eeuw), ijsheilige
- Piero Taruffi (1906-1988), auto- en motorcoureur
- Mauro Tassotti (1960), voetballer
- Enrico Toccacelo (1978), autocoureur
- Francesco Totti (1976), voetballer
- Vincenzo Tozzi (circa 1612-1675), componist
- Jasmine Trinca (1981), actrice
- Mario Tronti (1931-2023), filosoof en politicus
- Armando Trovajoli (1917-2013), filmcomponist
- Roberto Tozzi (1958), sprinter

## U

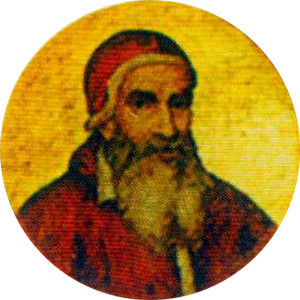
Paus Urbanus VII (1521-1590)

- Urbanus VII (1521-1590), paus

## V
- Giuseppe Valadier (1762-1839), architect, urbanist, archeoloog en goudsmid (neoclassicisme)
- Tonino Valerii (1934-2016), filmregisseur
- Walter Veltroni (1955), journalist, schrijver en politicus
- Antonello Venditti (1949), zanger en componist
- Francesco Venditti (1976), acteur
- Carlo Verdone (1950), acteur en regisseur
- Valerio Verre (1994), voetballer
- Monica Vitti (1931-2022), actrice

## W
- John William Waterhouse (1849-1917), Engels kunstschilder (Prerafaëlieten)
- Lina Wertmüller (1928-2021), filmregisseur en scenarioschrijfster

## Z
- Luigi Zampa (1905-1991), filmregisseur en scenarist
- Daniel Zampieri (1990), autocoureur
- Giuseppe Zamponi (ca. 1615-1662), componist